# 秃蕊杜英
秃蕊杜英（学名：Elaeocarpus gymnogynus），为杜英科杜英属下的一个植物种。